# Kate McGill
Kate McGill (Carmarthen, 10 de Março do 1990), nome artístico de Kate Laura McGill, é uma cantora-compositora galesa que atingiu o sucesso através de seus covers de canções de artistas, tais como  Adele, The Killers, Mumford and Sons, Paramore, Lady Gaga, Katy Perry e Rihanna. Em 2011 ela lançou seu primeiro álbum Replaced.

## Sucesso no YouTube
McGill é mais conhecida por seu cover de Adele, da música  "Someone Like You", que teve mais de 3 milhões de visualizações a partir de 6 de Janeiro de 2012.

## Discografia
- Replaced (2011)
- Cursed   (2012)